# TV Hardheim 1895
Der TV Hardheim 1895 e.V., kurz TV Hardheim, ist ein baden-württembergischer Sportverein aus Hardheim im Neckar-Odenwald-Kreis.

## Geschichte
Der 1895 gegründete TV Hardheim ist ein Mehrspartensportverein mit den Abteilungen Fußball, Handball, Leichtathletik, Tischtennis und Turnen (Volleyball gehört zur Abteilung Turnen).

## Handball
Die Handballabteilung des TV Hardheim nimmt mit zwei Männermannschaften, zwei Frauenteams und zehn Nachwuchsmannschaften am Spielbetrieb des Badischen Handball-Verbandes teil. Zu den größten Erfolgen der Abteilung gehören der Aufstieg in die drittklassige Handball-Regionalliga, die mehrmalige Teilnahme am DHB-Pokal bis zur 2. Hauptrunde und die viertklassige badische Meisterschaft. In der Saison 2023/24 wurde die 1. Männermannschaft des TVH Badischer Meister mit Aufstiegsrecht in die viertklassige Oberliga Baden-Württemberg. Das 1. Frauenteam spielte in der Bezirksliga Heilbronn-Franken.

### Erfolge
- DHB-Pokal 2. Hauptrunde 1983, 1984
- DHB-Pokal Hauptrunde 1998/99
- DHB-Amateur-Pokal 2017 Achtelfinale
- Aufstieg in die Regionalliga-Süd (3. Liga) 1984
- Badischer Meister (4. Liga) 1984
- Badischer Meister  2024

### Spielerpersönlichkeiten
- Bernd Roos
- Marcel Engels

## Fußball
- Aufstieg in die Fußball-Verbandsliga Baden 1995, 1997, 2001, 2007
- Meister Landesliga Odenwald 1995, 1997, 2001, 2007
- Spielerpersönlichkeit Dragutin Čelić, Kristian Sprecakovic
- Trainerpersönlichkeit Werner Habiger